# Afrikanetz zimbabwensis
Afrikanetz zimbabwensis is een vlinder uit de familie van de Houtboorders (Cossidae). De wetenschappelijke naam van deze soort is voor het eerst voorgesteld als Coryphodema zimbabwensis door Wolfram Mey in een publicatie uit 2017.
De soort komt voor in Zimbabwe en Zuid-Afrika.